# Kim Friedman
Harlene Kim Friedman (* 14. November 1949) ist eine US-amerikanische ehemalige Theater- und Fernsehproduzentin und -regisseurin.

## Leben und Karriere
Friedman begann ihre Karriere 1976 bei der Sitcom Mary Hartman, Mary Hartman, von der sie etwa siebzig Episoden inszenierte. Es folgten zahlreiche Episoden von Fernsehserien wie L.A. Law, Hotel, Love Boat, Der Denver-Clan und Beverly Hills, 90210. In den 1990er Jahren arbeitete Friedman verstärkt für Science-Fiction-Fernsehserien und inszenierte Folgen von Babylon 5, Star Trek: Deep Space Nine und Star Trek: Raumschiff Voyager.
1988 war Friedman für die Regie der Folge Handroll Express der Serie L.A. Law für den Emmy-Award nominiert. Seit 2001 ist sie nicht mehr als Regisseurin tätig und begann eine Karriere als Immobilienmaklerin.
Aufmerksamkeit erlangte Friedman Mitte der 2010er Jahre in den US-amerikanischen Medien als Crazy Jewish Mom; ihre Tochter berichtete auf Instagram von ihrem gemeinsamen turbulenten Alltag.

## Filmografie (Auswahl)
als Regisseurin
- 1976: Mary Hartman, Mary Hartman (Fernsehserie, 23 Folgen)
- 1979: 13 Queens Boulevard (Fernsehserie, 4 Folgen)
- 1979: Before and After (Fernsehfilm)
- 1980–83: Unter der Sonne Kaliforniens (Fernsehserie, 8 Folgen)
- 1983–87: Love Boat (Fernsehserie, 8 Folgen)
- 1984–85: Hotel (Fernsehserie, 4 Folgen)
- 1984–86: Der Denver-Clan (Fernsehserie, 8 Folgen)
- 1987–88: Inspektor Hooperman (Fernsehserie, 3 Folgen)
- 1989–92: Alles okay, Corky? (Fernsehserie, 13 Folgen)
- 1994–97: Star Trek: Deep Space Nine (Fernsehserie, 6 Folgen)
- 1995: Star Trek: Raumschiff Voyager (Fernsehserie, 4 Folgen)
- 1996: Babylon 5 (Fernsehserie, 1 Folge)
- 2001: Lizzie McGuire (Fernsehserie, 1 Folge)